# Gregor II. von Zypern
Gregor II. von Zypern (mittelgriechisch Γρηγόριος Β΄ Κύπριος, auch Georgios von Zypern; * 1241 in Lapithos auf Zypern; † 1290 in Konstantinopel) war Patriarch von Konstantinopel.
Gregors Taufname war Georgios, daher wird er auch Georgios von Zypern genannt. Er entstammte einer wohlhabenden adeligen Familie aus Zypern. Als Jugendlicher ging er nach Nikosia in eine griechische Schule, sowie später an eine dortige Lateinschule, die erst nach Ankunft der Kreuzfahrer auf Zypern entstanden war. Er ging anschließend nach Nicäa, wo gerade Michael VIII. Palaiologos die Rückeroberung Konstantinopels vorbereitete, und nach Thrakien, in der Hoffnung ein Stipendium zu bekommen. Ohne den entsprechenden Erfolg kehrte er wieder nach Nicäa zurück und lebte eine Zeit lang in Armut.
Nach der Rückeroberung Konstantinopels ging er für sieben Jahre ab 1264 an die Schule des Großlogotheten Georgios Akropolites. Nach seinem Abschluss wurde er dort selbst zum Lehrer und unterrichtete andere Studenten, so den byzantinischen Gelehrten Nikephoros Chumnos. Nach dem Zweiten Konzil von Lyon und der Proklamation der Vereinigung der griechischen und lateinischen Kirchen um 1274 unterstützte er die Politik (Glaubensbekenntnis des Michael Paläologus) von Kaiser Michael VIII. und des Patriarchen Johannes XI. Nach der Inthronisierung von Kaiser Andronikus II. ändert er seine Positionen in Bezug zum Verhältnis der Orthodoxen Kirchen zu der Lateinischen Kirche. Er wurde am 23. März 1283, nach dem Tod von Patriarch Joseph I. Galesiotes, als dessen Nachfolger zum Patriarch von Konstantinopel unter dem Namen Gregor II. berufen. Um 1285 schrieb er einen Traktat gegen die Lehre des lateinischen Filioque, den er offiziell auf einem Konzil im Blachernen-Palast verkündete. Seine Schriften zu den Glaubenslehren in der Orthodoxie (mit den Passagen: unabhängig von der „Essenz“ und „Kraft“ Gottes, sowie die „Manifestation“ des Ewigen Heiligen Geistes „durch“ den Sohn Gottes) waren dazumal heftig umstritten und wurden besonders von dem Patriarchen von Antiochia und Alexandria Athanasios III. vehement abgelehnt. Gregors Amtszeit war hauptsächlich geprägt durch die Spaltung und die Gegensätze innerhalb des Patriarchats von Konstantinopel, namentlich zwischen den Anhängern seiner Vorgänger Arsenios Autoreianos und Joseph I. Galesiotes. Gregor von Zypern konnte in den verschiedenen Konflikte nicht vermitteln und diese nicht beilegen oder sich entsprechend durchsetzen. Er wurde gezwungen klein beizugeben, und es wurde ihm der Rücktritt nahegelegt. Durch diese Streitigkeiten und weitere Konflikte innerhalb des Patriarchats von Konstantinopel sowie wegen der drohenden Spaltung der byzantinischen Kirche verzichtete er im Juni 1289 endgültig auf sein Amt und trat zurück. Sein Nachfolger wurde der Patriarch Athanasios I. Nach seinem Rücktritt schrieb Gregor noch einige Bücher sowie eine Autobiografie. Er starb zurückgezogen 1290 in Konstantinopel.